# Актас (Северо-Казахстанская область)
Актас (каз. Ақтас) — село в Есильском районе Северо-Казахстанской области Казахстана. Входит в состав Булакского сельского округа. Код КАТО — 594239200.

## Население
В 1999 году население села составляло 443 человека (222 мужчины и 221 женщина). По данным переписи 2009 года, в селе проживало 323 человека (165 мужчин и 158 женщин).